# Mirtha Dermisache
Mirtha Dermisache (Buenos Aires, Argentina; 16 de febrero de 1940 - 5 de enero de 2012) fue una artista plástica y docente argentina.

## Formación y consolidación
Estudió en la Escuela Nacional de Bellas Artes Manuel Belgrano y con 18 años cursó materias del profesorado en la Escuela Nacional de Bellas Artes “Prilidiano Pueyrredón”. Su primera práctica artística estuvo ligada a la docencia en escuelas, hasta que en 1966-67, realizó su primer libro, Libro 1, de 500 páginas y con una estética de grafismos que, a partir de ese momento continuó desarrollando a lo largo de toda su carrera, también numerando los libros en una numeración continua dentro de cada año calendario, y configurándolos como “originales”, con la posibilidad de realizar futuras ediciones.

## Recepción crítica
Entre 1970 y 1973, la obra de Mirtha Dermisache fue analizada por críticos y artistas tales como Edgardo Cozarinsky, Roland Barthes, Jorge Romero Brest, Amancio Williams, Gregorio Klimovsky, Basilio Uribe, Oscar Masotta, Jorge Preloran, Héctor Cortier, Diego García Reynoso; y más adelante por Belén Gache, Mariana Di Chio, Carrie Noland, Annalisa Rimmaudo y Giulia Lamoni, entre otros. Las reseñas y textos de Cozarinsky y una afamada carta que Barthes le dirigió a Dermisache, construyeron una identidad para su obra como grafismo ilegible y escritura indescifrable, identidad que fue adoptada por la artista y se constituyó como su sello personal, que se extiende a gran parte de su producción.

## Primeras ediciones y exhibiciones
La producción de Dermisache en los primeros años de la década de los 70 atrajo la atención de Guy Schraenen, editor y curador de origen belga, experto en libros de artista, quien edita, publica y expone sus obras a partir de su Archive for Small Press and Communication. Los grafismos de Mirtha también fueron editados por Marc Dachy en Amberes, y publicados ampliamente en la época en revistas como Flash art, Doc(k)s, Kontext, Ephemera y Axe. Contemporáneamente, Ulises Carrión, escritor, editor y artista mexicano, expuso obras de Mirtha en la galería Other Books and so (Ámsterdam) y el pintor y editor cubano Roberto Altmann, expuso la producción de Mirtha en el Malmö Konsthall (Suecia).

## Labor docente: TAC
En su labor docente, realizó experiencias en educación pública en diversos niveles, hasta la creación del Taller de Acciones Creativas (TAC) en 1971, un espacio destinado a la enseñanza de distintas técnicas plásticas, que en principio funcionó en su casa y luego se trasladó a otro taller. La propuesta consistía en vivenciar, experimentar y trabajar con distintas técnicas con el objetivo de desarrollar la capacidad creadora y la libre expresión gráfica de los adultos. Las clases eran grupales y se le proveía a los asistentes todos los materiales y herramientas que necesitaban para trabajar. En diciembre de 1974, como extensión de la actividad del TAC y siguiendo su espíritu, se realizó en la Galería Carmen Waugh una experiencia pública gratuita que luego dio origen a las Jornadas del Color y de la Forma, talleres públicos de gran escala que Dermisache realizó hasta 1981 en Museos y Centros Culturales públicos, en la ciudad de Buenos Aires. Fueron experiencias masivas y únicas en su especie.

## Producciones, exhibiciones y ediciones
Parte de los años 80 representan un impasse en su producción, y a finales de los 90, Dermisache reaparece con una renovada pasión por la producción de textos y libros y por volver a editar. En esta tarea, Dermisache estuvo acompañada principalmente por Guy Schraenen y Silvia de Ambrosini, ambos amigos y asesores de la artista. En 2001 la obra volvió a tener visibilidad en exposiciones colectivas locales como Palabras perdidas en el Centro Cultural Recoleta y su exhibición individual en 2004 en El Borde-Arte contemporáneo volvió a ponerla en una nueva escena del arte contemporáneo. A partir de esta exhibición, la artista consolidó la noción de dispositivo editorial y el concepto de escrituras múltiples, junto a uno de sus últimos editores, Florent Fajole; con quien editó, publicó y expuso en Buenos Aires, París, Londres y Roma.
Paralelamente recibió propuestas y reconocimiento en Europa donde expuso sus obras junto a otros artistas internacionales en países como Alemania, Bélgica, Croacia, Eslovenia, España, Francia, Portugal, Reino Unido. Ejemplo de ello son Metamorphosen. Des Schreiben en el Neues Museum Weserburg Bremen donde participó junto a Marcel Broodthaers, James Lee Byars, Ulisés Carrión, Hanne Darboven, entre otros; y D'une ouvre l'autre. Le livre d'artiste dans l'art contemporain, en el Musée Royal de Mariemont, junto a Christian Boltanski, Daniel Buren, Sol LeWitt, Richard Long, Dieter Roth, entre otros. 
Otras exposiciones internacionales como On the Margins of Art. Creation and Political Engagement en el Museo de Arte Contemporáneo de Barcelona y Elles en el Centre Pompidou, situaron la obra de Mirtha en la escena del arte contemporáneo internacional, traduciéndose en la incorporación de sus obras a los más destacados museos nacionales y acervos de arte internacional, como un destacado lugar en las exhibiciones y presentaciones en el Centre Des Livres d’Artistes, en Saint-Yrieix-la-Perche, Francia. 
En 2011, Mirtha Dermisache organizó en Buenos Aires el que resultó ser su último proyecto de exposición individual en el centro de Exposiciones de la Universidad Católica de Buenos Aires, y en 2012, sus últimas muestras colectivas internacionales dedicadas a sus escrituras ilegibles, como Alfabeti della mente junto con artistas como León Ferrari, Hanne Darboven, Irma Blank y Daïdamano, entre otros, en la galería P420 de Bologna, Italia.

## Legado y difusión póstuma
Desde su fallecimiento en enero de 2012, su obra continúa en exhibición y difusión sobre todo en manos de la galería Henrique Faría Fine Arts, New York – Buenos Aires, y sus herederos y albacea recibieron el Premios Konex en Artes Visuales in Memoriam.
A partir 2013 se desarrolló una intensa tarea de organización de su archivo documental y catalogación de su obra. La galería presenta la obra de Mirtha a nivel nacional e internacional, y realizó en su sede de Buenos Aires la primera exposición individual póstuma Escrituras, dibujos, ediciones... lecturas. 
En 2017, el Archivo Mirtha Dermisache organizó junto a Museo de Arte Latinoamericano de Buenos Aires (MALBA) la primera gran retrospectiva de la artista en Buenos Aires desde su partida titulada Porque, ¡yo escribo!. Y en 2018 se cumplió otro gran deseo de la artista: la donación de su Archivo totalmente conservado, inventariado y catalogado a Fundación Espigas, un Centro de Estudios alojado en la Universidad de San Martín. 
Desde aquella donación, se constituyó el Legado de Mirtha Dermisache para continuar la difusión de la obra y activar el patrimonio con renovados proyectos editoriales y estrategias de relación con las instituciones. El Legado es llevado adelante por los Herederos de la artista, representados por J. Alejandro Larumbe, junto a una exalumna y amiga de la artista designada como Albacea, Leonor Cantarelli, y bajo la Dirección de Cintia Mezza, historiadora del arte, especializada en gestión de colecciones y legados de artistas. En este trabajo conjunto, participa también la Galería Herlitzka+Faria, para el posicionamiento de la artista en el mercado local e internacional, liderado en Buenos Aires por Mauro Herlitzka. 